# San Marcello Pistoiese
San Marcello Pistoiese ist eine ehemalige Gemeinde in der italienischen Provinz Pistoia, in der Region Toskana. San Marcello Pistoiese gehört heute als Ortsteil (Fraktion, italienisch frazione) zur Gemeinde San Marcello Piteglio. 

## Geografie
San Marcello Pistoiese liegt bei 623 m s.l.m. ca. 17 km nordwestlich der Provinzhauptstadt Pistoia und ca. 50 km nordwestlich der Regionalhauptstadt Florenz in der klimatischen Einordnung italienischer Gemeinden in der Zone E, 2 813 GG.
Zu den wichtigsten Gewässern im ehemaligen Gemeindegebiet gehört der Fluss Reno, der das Gebiet nur kurz bei Pontepetri berührt, und die Torrenti Bardalone (alle 4 km im Gemeindegebiet), Lima (6 von 42 km im Gemeindegebiet), Limestre (alle 7 km im Gemeindegebiet), Maresca (alle 8 km im Gemeindegebiet), Orsigna (2 von 6 km im Gemeindegebiet), Verdiana (alle 11 km im Gemeindegebiet) und Volata (alle 6 km im Gemeindegebiet). Hierbei fließen der Bardalone, der Maresca und der Orsigna dem Reno zu, die anderen Flüsse gehören zum Flusssystem des Serchio.
Zu den Fraktionen der Gemeinde gehörten Campo Tizzoro (715 m, ca. 2655 Einwohner), Gavinana (819 m, ca. 760 Einwohner), La Lima (450 m, ca. 120 Einwohner), Lancisa (775 m, ca. 25 Einwohner), Limestre (630 m, ca. 145 Einwohner), Lizzano (auch Lizzano Pistoiese genannt, 725 m, ca. 140 Einwohner), Mammiano (650 m, ca. 185 Einwohner), Mammiano Basso (463 m, ca. 50 Einwohner), Pontepetri (669 m, ca. 150 Einwohner), Spignana (780 m, ca. 80 Einwohner) und Vizzaneta (736 m, ca. 30 Einwohner).
Die Nachbargemeinden waren Cutigliano, Fanano (Provinz Modena), Pistoia, Lizzano in Belvedere (Metropolitanstadt Bologna) und Piteglio.

## Geschichte
Die ehemaligen Gemeinden San Marcello Pistoiese und Piteglio schlossen sich zum  1. Januar 2017 zur neuen Gemeinde San Marcello Piteglio zusammen.

## Persönlichkeiten
- Peleo Bacci (1869–1950), Kunsthistoriker und Schriftsteller

## Sehenswürdigkeiten
- Pieve di San Marcello, erstmals 1085 erwähnte Pieve im Ortskern, die dem Marcellus I. geweiht ist. Enthält Fresken aus dem Jahr 1788[5] von Giuseppe Gricci sowie Werke von Agostino Ciampelli (Invenzione della Croce) und Gaetano Zumbo (Ecce Homo).[6]
- Chiesa di Santa Caterina, Kirche im Ortskern, die ab dem Jahr 1530 entstand.[6]
- Chiesa di Sant’Isidoro a Pontepetri, Kirche im Ortsteil Pontepetri aus dem 18. Jahrhundert.[6]
- Chiesa di San Biagio a Mammiano, Kirche im Ortsteil Mammiano.[6]
- Pieve di Santa Maria Assunta a Gavinana, Pieve aus dem 11. Jahrhundert. Enthält von Domenico Pugliani das Werk Madonna del Rosario (1638) und Werke, die dem Benedetto Buglioni zugeschrieben werden.[6]
- Pieve di Santa Maria Assunta a Lizzano, Pieve im Ortsteil Lizzano, die bereits 998[6] erwähnt wurde und durch einen Bergrutsch zerstört wurde. Wurde nach 1814 wieder aufgebaut. Enthält von Filippo Tarchiani das Werk Vergine Assunta, von Baccio da Montelupo ein Crocifisso (Holz, zugeschrieben) und Arbeiten, die den Della Robbia zugeschrieben werden.[5]
- Ponte sospeso di San Marcello Pistoiese (auch Ponte Sospeso delle Ferriere genannt), Hängebrücke über den Fluss Lima zwischen Mammiano Basso und Popiglio. Wurde von 1920 bis 1922 von Vincenzo Douglas Scotti errichtet und ist 212,4 Meter lang. Sie gehört damit zu den längsten Fußgänger-Hängebrücken der Welt.[7]
- Osservatorio Astronomico della Montagna Pistoiese, Sternwarte

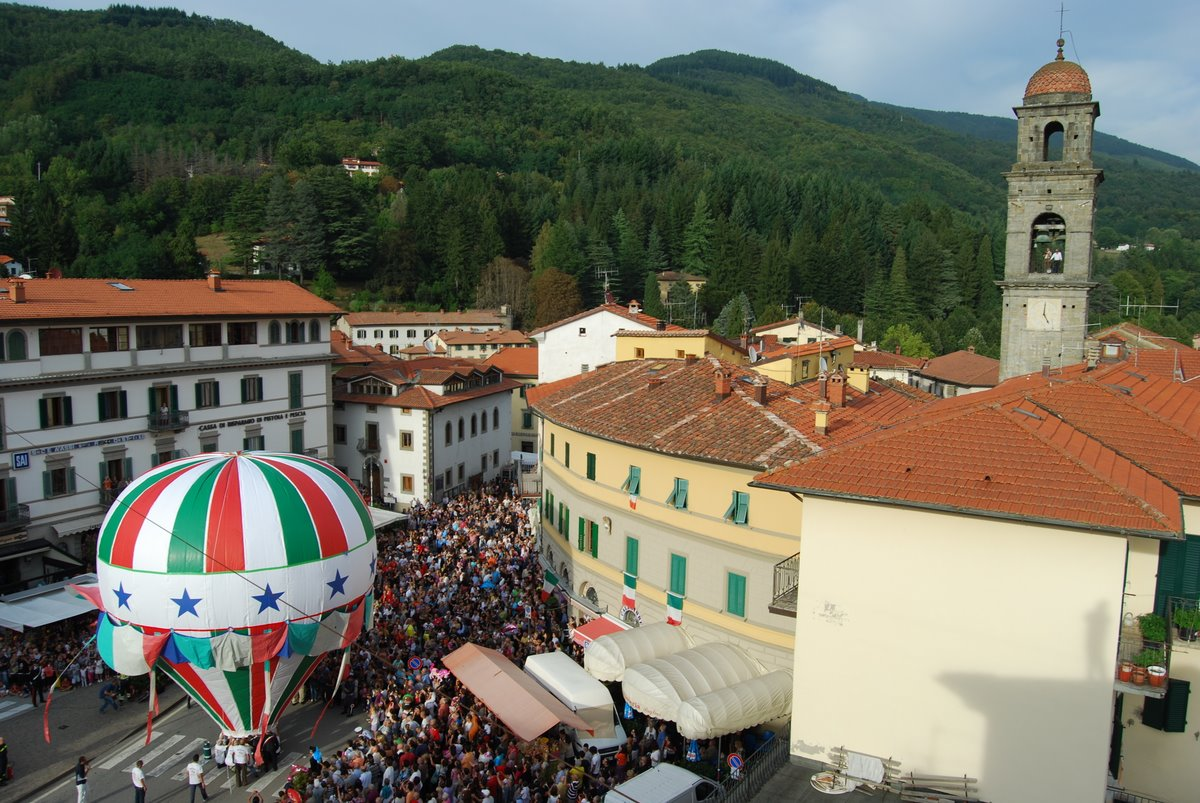
Pallone di Santa Celestina am 8. September
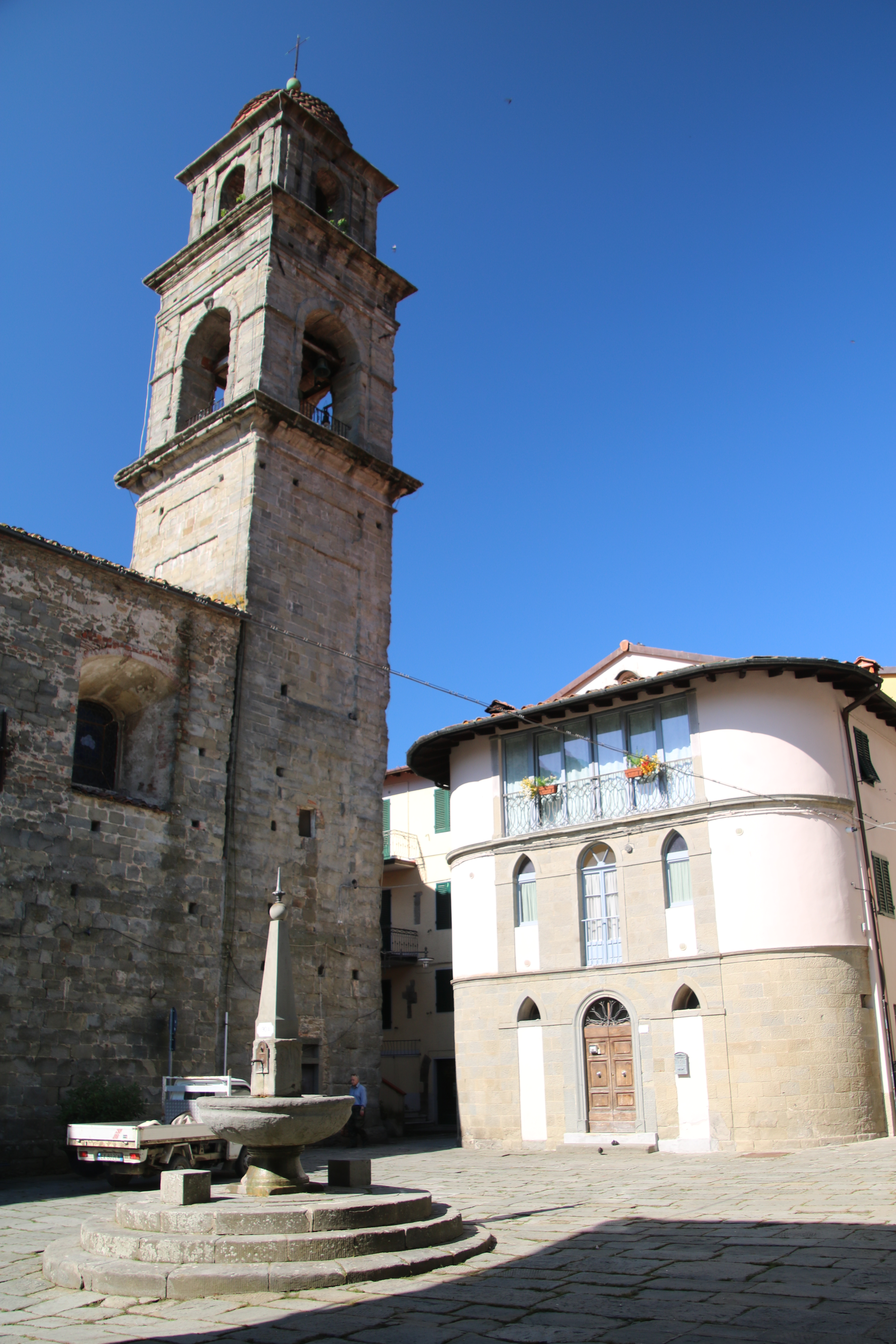
Propositura di San Marcello
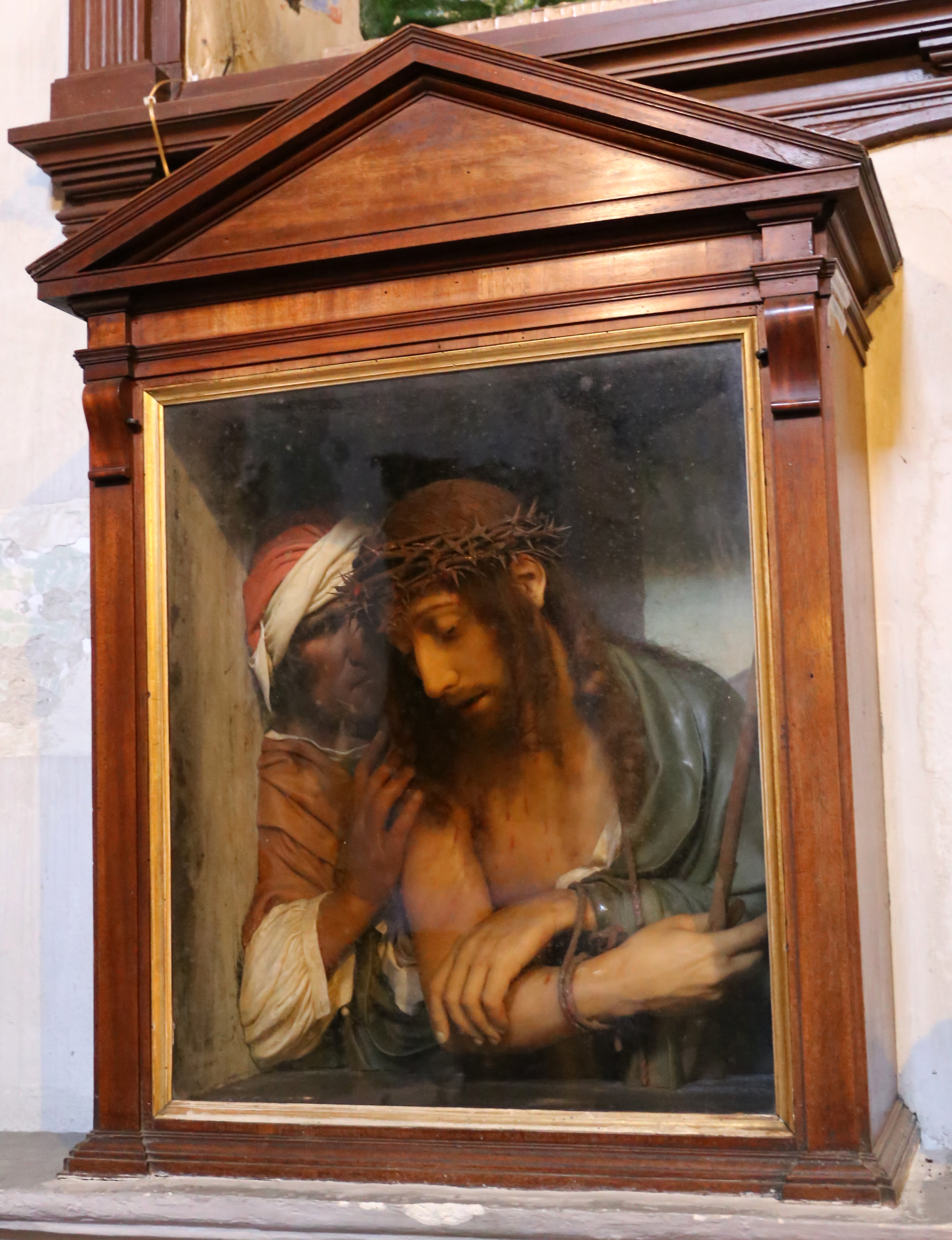
Ecce Homo von Gaetano Zumbo
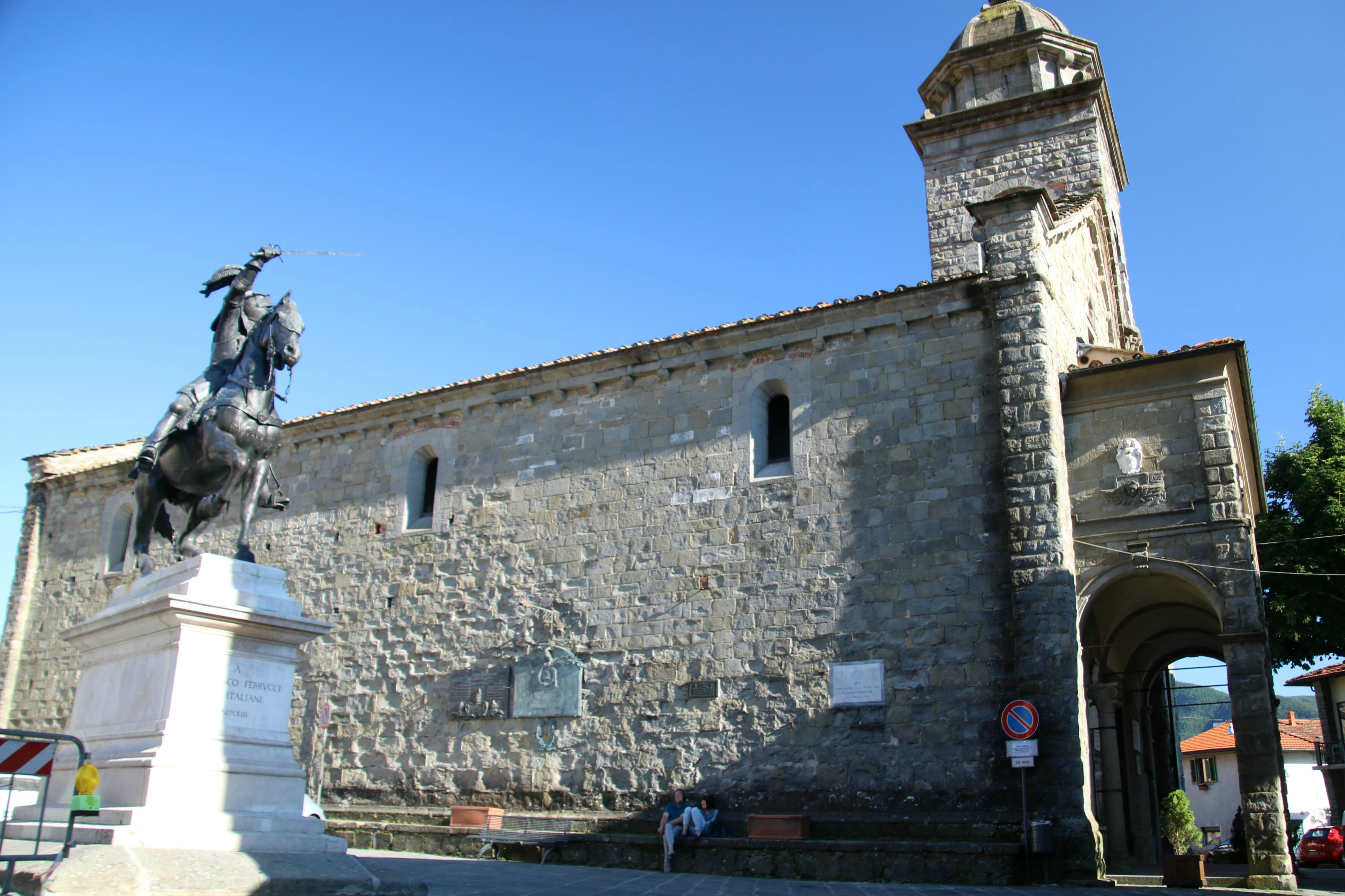
Pieve di Santa Maria Assunta in Gavinana
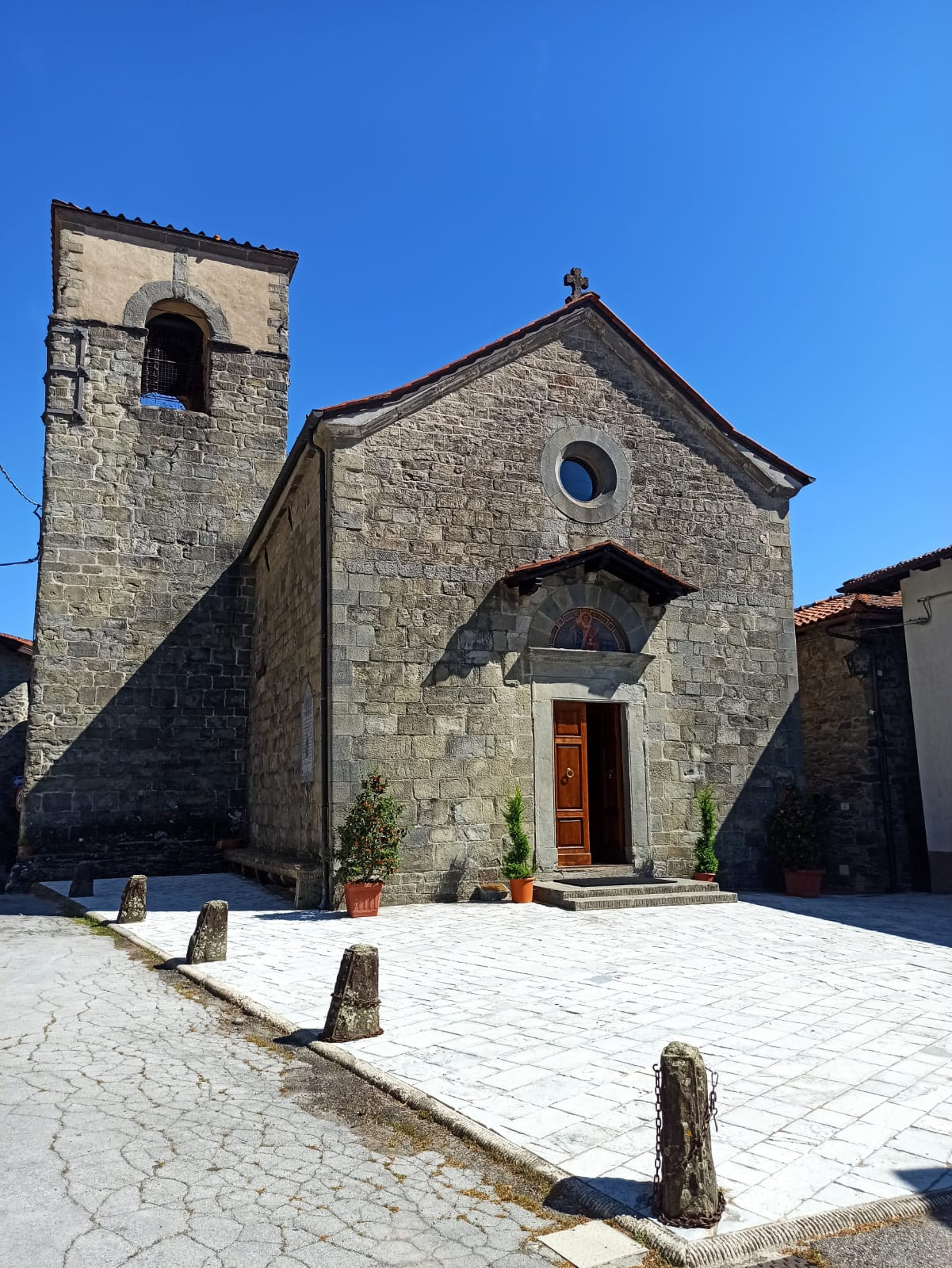
Chiesa di San Lorenzo in Spignana
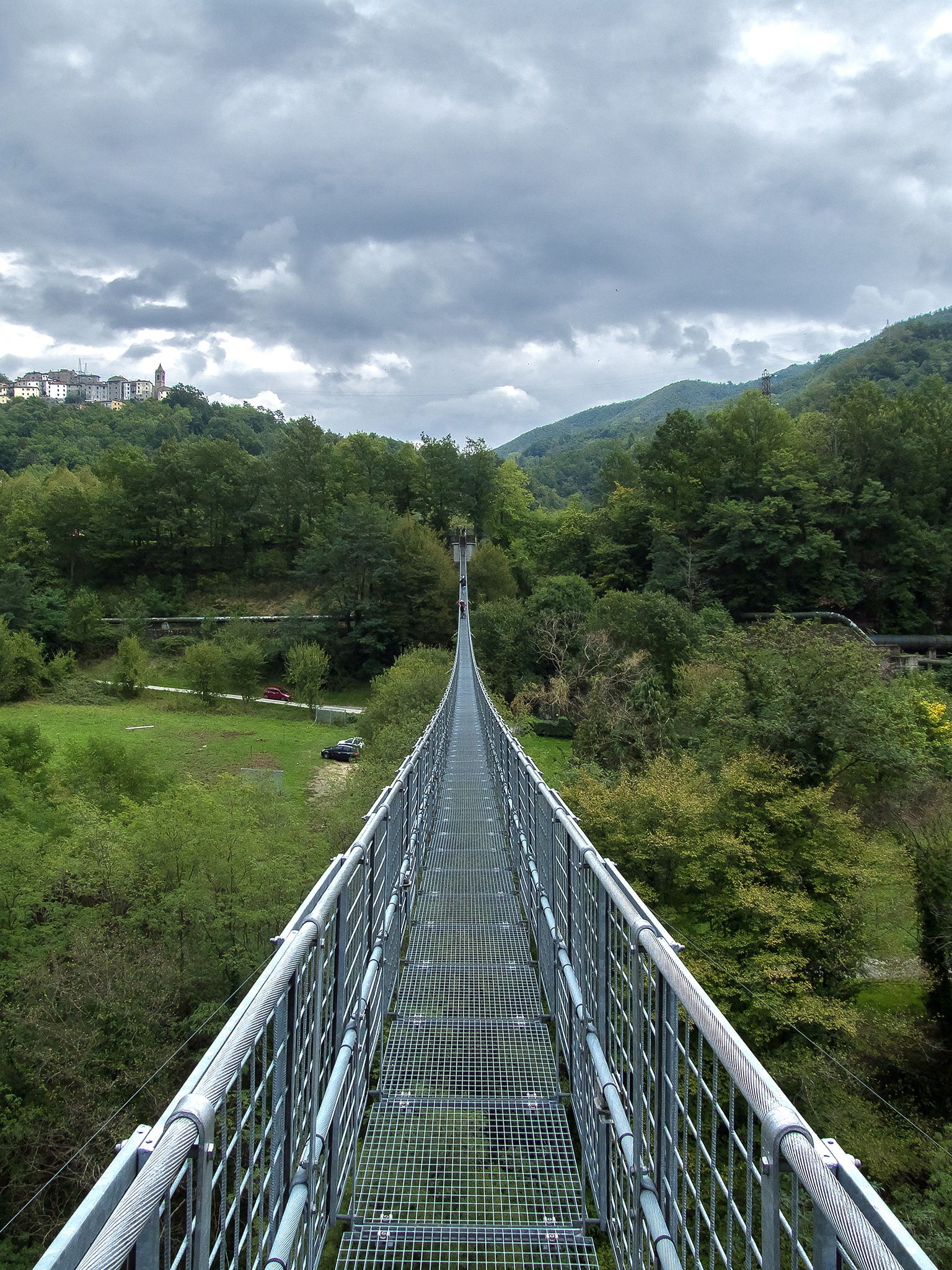
Die Hängebrücke
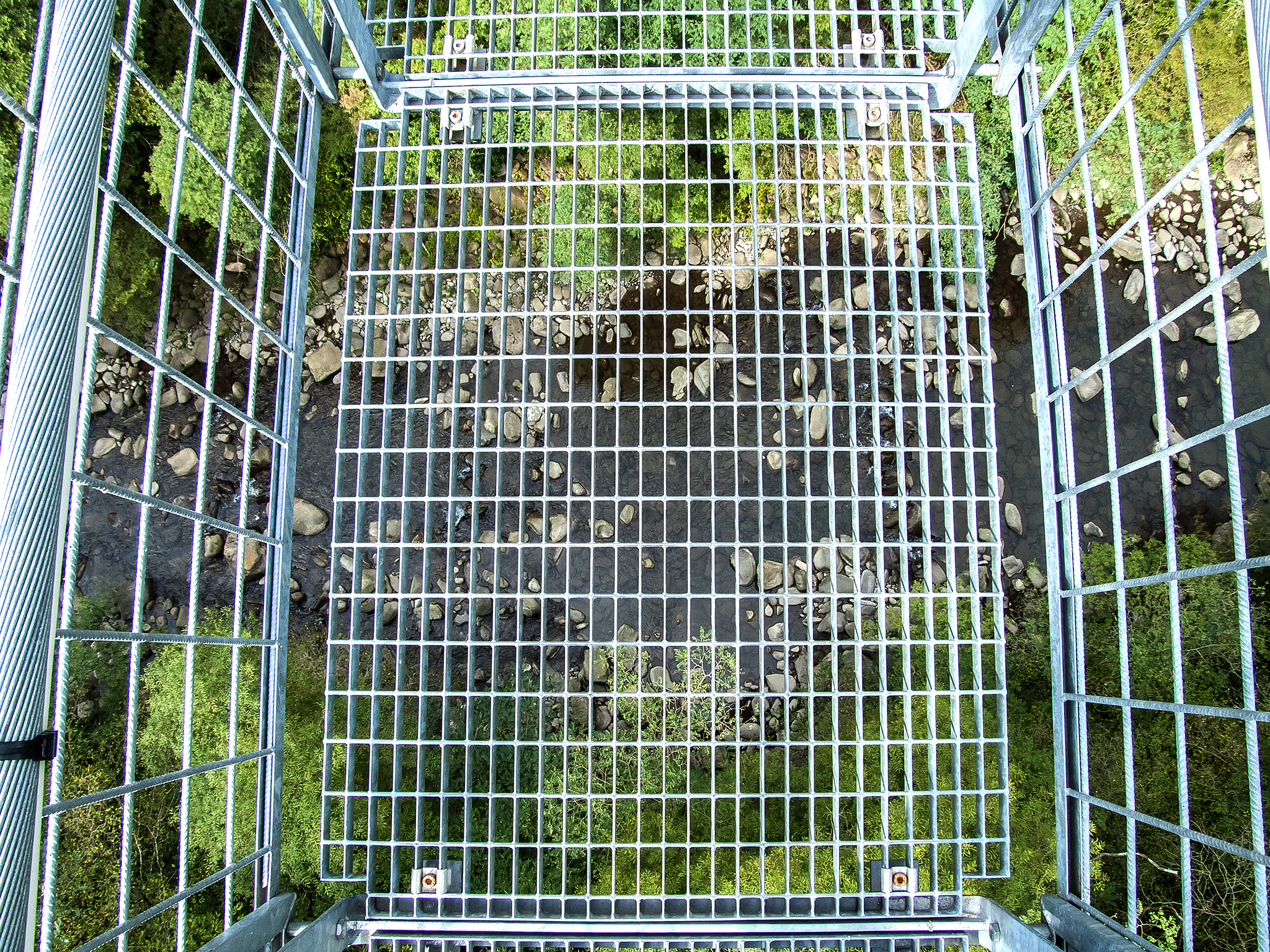
Blick von der Brücke auf den ca. 36 Meter tiefer fließenden Lima

## Gemeindepartnerschaften
Der Ort unterhält seit 1987 eine Gemeindepartnerschaft mit Saint-Martin-du-Tertre (Département Val-d’Oise).

## Demografie

Das ehemalige Stadtwappen

Die ehemalige Gemeinde San Marcello Pistoiese hatte 6416 Einwohner (Stand 31. Dezember 2015) auf einer Fläche von 85 km².